# 髙木直子
髙木 直子（たかぎ なおこ、5月4日 - ）は、日本の女優。オフィスMORIMOTO一部所属。

## 経歴
30代までは、劇団を主宰。その後、フリーに転身。現在は主な活動の場を映像に移行している。
2020年、坂部敬史監督の短編映画『CHAIND』に出演し、LUMINOUS FRAMES FESTIVAL 2020にて主演女優賞を受賞した。

## 出演

### 映画
- 屋根裏の散歩者（2015年、監督：窪田将治）
- L -エル-（2016年、監督：下山天）
- スクラップスクラッパー（2016年、監督：加瀬聡）
- 飢えたライオン（2017年、監督：緒方貴臣）
- WE ARE LITTLE ZOMBIES（2018年、監督：長久允）
- 一人の息子（2018年、監督：谷健二）
- 銃（2018年、監督：武正晴）
- 母さんがどんなに僕を嫌いでも（2018年、監督：御法川修）
- 万引き家族（2018年、監督：是枝裕和）
- いぬやしき（2018年、監督：佐藤信介）
- 嘘八百（2018年、監督：武正晴）
- サラバ静寂（2018年、監督：宇賀那健一）
- キスカム! COME ON, KiSS ME AGAiN!（2019年、監督：松本花奈）
- うぉっしゅ（2025年、監督：岡﨑育之介）[1]

### テレビドラマ
2012年
- 内田康夫サスペンス　福原警部 第4作 / 伊藤寿浩演出 EX

2015年
- 誤断 第4話、第6話 / 古厩智之・村上牧演出 WOWOW
- 表参道高校合唱部 第3話 / 池田克彦演出 TBS

2016年
- 真夜中の百貨店　＃12 / 及川博則演出 TX
- ドクターG シーズン7　片岡回 / 二宮悟演出 NHK

2017年
- 使えるテレビ ザ・ディレクソン 独立国 新潟 / 成瀬貴紀演出 NHK BS
- 男の操　最終話 / 片桐健慈演出 NHK BS
- オトナ高校 第三話 / 山本大輔演出 EX
- 社長室の冬 / 村上牧人演出 WOWOW

2018年
- あまんじゃく / 木村ひさし演出 TX
- NHKスペシャル MEGAQUAKE南海トラフ巨大地震迫りくる“Xデー”に備えろ / 川口浩史演出 NHK
- 絶対零度～未然犯罪潜入捜査～ 第4話 / 光野道夫演出 CX
- GIVER 復讐の贈与者 第1話 / 小林勇貴演出 TX
- 逆転人生『奇跡の逆転無罪判決 / 丸山拓也演出 NHK

2019年
- いだてん ～東京オリムピック噺 第22回 / 林啓史演出 NHK
- 潤一 第1話 / 北原栄治演出 ytv
- のの湯 第十話 / 宝来忠昭演出 BS12
- スキャンダル専門弁護士 QUEEN 最終話 / 関和亮演出 CX
- メゾン・ド・ポリス 第2話 / 佐藤祐市演出 TBS

2020年
- 行列の女神〜らーめん才遊記〜 第2話 / 星護監督 TX

2021年
- ゲキカラドウ 第10話 / 西川達郎監督 テレビ東京

2025年
- フォレスト 第3話 藤川雅美 役 / ABCテレビ テレビ朝日

### 舞台
2006年
- MOBAアカデミア 千一夜物語 / ドミニク・クック　作・野崎美子　演出

2007年
- 横浜フリンジフェスティバル 咲子の港 / 杉本美鈴　作・岡部耕大　演出

2008年
- MOBAアカデミア 紙風船 / 岸田國士　作・野崎美子　演出

2009年
- 横浜開港150周年記念横浜夢座 エンドレスドリーム / 高橋亜子　作・遠藤吉博　演出

2010年
- 演劇ユニットトレランス アセンション2012 / 上杉祥三　作・演出
- 一万人コンサート世界劇『黄金の刻 / なかにし礼　作・演出小六禮次郎　作曲
- ユニークポイント国際共同制作プロジェクト とおりゃんせ / 山田裕幸　作・演出

2011年
- サインミュージカル Call me HERO!～もう声なんかいらないと思った / 比佐廉　作・藤井ごう演出

2014年
- シアターグリーンプロデュースNOMUZUプロジェクト第2回公演『どーしんぼの浜』 / 伊藤和重作・演出
- 世田谷シルク第10回公演 赤い鳥の居る風景 / 別役実　作・堀川炎　演出
- 無隣館ショウケース企画3　youths on sand / 堀川炎　作・演出
- グローブ文芸朗読会 クリスマス・キャロル / チャールズ・ディケンズ　作・蔀英治演出

### 自主映画
2015年
- （MV） 絢香 ずっとたいせつなキモチ

2018年
- （短編映画） 美知の通勤電車 / 田中嗣久監督

2019年
- （短編映画） のこされたもの / 望月亜実監督
- （自主映画） Shell and Joint(第41回モスクワ国際映画祭 招待作品) / 平林勇監督

### 配信ドラマ
- 仮面ライダーBLACK SUN（2022年10月28日、Amazon Prime Video） - バス乗客2 役